# 烏日涅齊
50°31′59″N 25°39′42″E / 50.53306°N 25.66167°E
烏日涅齊（烏克蘭語：Ужинець），是烏克蘭西北部的村莊，隸屬里夫內州的杜布諾區。該村面積7.94平方公里，海拔高度214米，2001年人口498，人口密度每平方公里62.7人。